# 포돌이
포돌이(PODORI)는 1999년에 탄생된 대한민국 경찰청의 마스코트로 남자 모습을 하고있다.

## 탄생
1999년 당시 서울지방경찰청 방범지도과장이었던 김석기가 제안하여 서울경찰청에서 개발했으며, 캐릭터 모양은 만화가 이현세씨가 제작하였다. 이름의 유래는 옛 사법기관인 포도청의 '포'와 경찰을 뜻하는 영어단어 폴리스의 '포'에 고유의 이름인 돌이와 순이가 합쳐진 것이며 서울경찰청 산하 전직원들을 상대로 캐릭터 명칭을 공모한 끝에 선정됐다. 같은 해 8월 20일에는 포돌이와 포순이 캐릭터 제막식을 가졌으며, 10월 18일에는 이 캐릭터를 이용한 어린이 명예경찰도 위촉해 발대식을 가졌다.
이 때 제작된 포돌이는 2006년까지 경찰청의 마스코트로 사용된 캐릭터이다.

## 포돌이 2.0
1999년에 처음 제작된 포돌이 캐릭터는 친근감 중심의 이미지가 부각되었기 때문에 강인함과 듬직함이 부족하다는 지적이 있어 리뉴얼 필요성이 제기돼 왔다. 그래서 경찰청은 2013년 5월 2일에 단점을 개선한 "포돌이 2.0"을 출범하였다. 개선된 "포돌이 2.0"은 콘텐츠 활용이 다양한 캐릭터형 디자인으로 큰 눈, 큰 귀, 시원하고 똘망똥망 한 느낌이 강조됐고 큰 손발, 늘씬한 체형의 긴다리, 날렵하며 강인한 느낌이 강화됐다. 출범 직전인 2013년 3월에 경찰청 공식 페이스북 '폴인 러브'에서 티저 이미지를 공개한 적이 있다.

## 문화
2000년 5월 16일에 DJ DOC가 발표한 정규 앨범인 The Life... DOC Blues 5%의 수록곡 중 〈포조리〉는 이 캐릭터 이름을 패러디하여 붙인 것이다.

## 같이 보기
- 포순이